# بيتر تشن (قسيس)
بيتر تشن (و. 1913 – 2009 م) هو قسيس صيني، توفي عن عمر يناهز 96 عاماً.